# オハイオ (小惑星)
オハイオ (439 Ohio) は小惑星帯に位置する小惑星。1898年10月13日、エドウィン・フォスター・コディントンがハミルトン天文台で発見した。
アメリカ合衆国のオハイオ州にちなんで名づけられた。